# Мост Витторио Эмануэле II
Мост Витторио Эмануэле II или Мост Витторио (итал. Ponte Vittorio Emanuele II) — автомобильно-пешеходный мост через Тибр в Риме, соединяющий площадь Паскуале Паоли, в районе Понте, с ватиканским Лунготевере. Длина моста составляет 108 метров, а ширина порядка 20 метров.
Назван в честь короля Италии Виктора Эммануила II.

## Описание
Мост построен в 1886 году по проекту архитектора Эннио Де Росси в ходе масштабных работ по расширению транспортной инфраструктуры города. Но был открыт лишь в 1911 году после ряда реконструкций и доработок по случаю 50-й годовщины объединения Италии. Переправа связывает центр города с районом Борго и Ватиканом. Мост находится поблизости от древнего моста Нерона и моста Святого Ангела.
Мост имеет три арки, украшен высокими цоколями с крылатыми Победами и символическими скульптурными группами, технический проект которых выполнила компания Allegri. Бронзовые статуи Победы — работа скульпторов Эльмо Палацци, Луиджи Касадио, Амлето Катальди и Франческо Пиффетти. Скульптурные группы были созданы авторами: Джузеппе Романьоли — Лояльность к Конституции (после битвы при Новаре, 1849); Итало Гризелли — Триумф Победы (битва при Сан-Мартино, 1859); Джованни Николини — Свобода (провозглашение Королевства Италия, 1861); Чезаре Редуцци — Единство Италии (посвящение королю Виктору Эммануилу, 1870).
Во время его строительства, с 1889 по 1911 год, вверх по течению располагался временный мост, состоящий из двух железных балок.

## Галерея

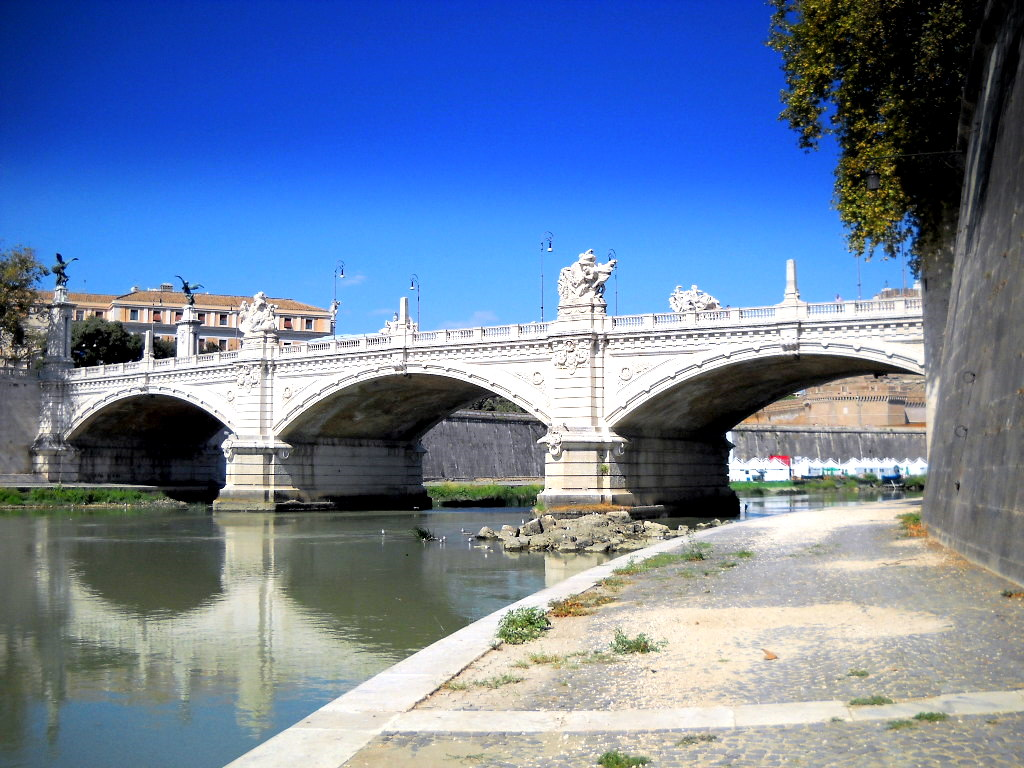
Остатки моста Нерона поблизости от моста Витторио Эмануэле II
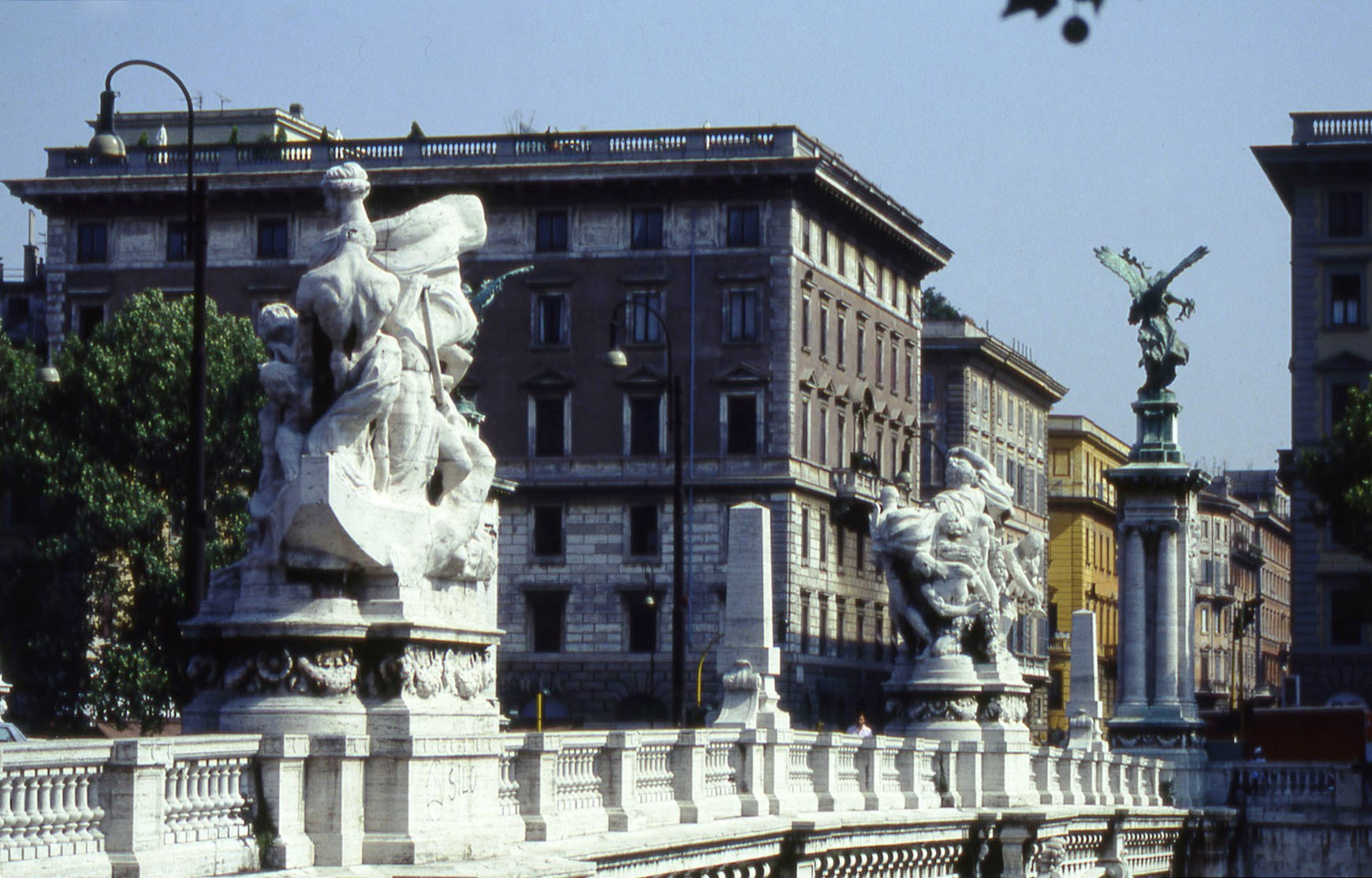
Скульптурные группы
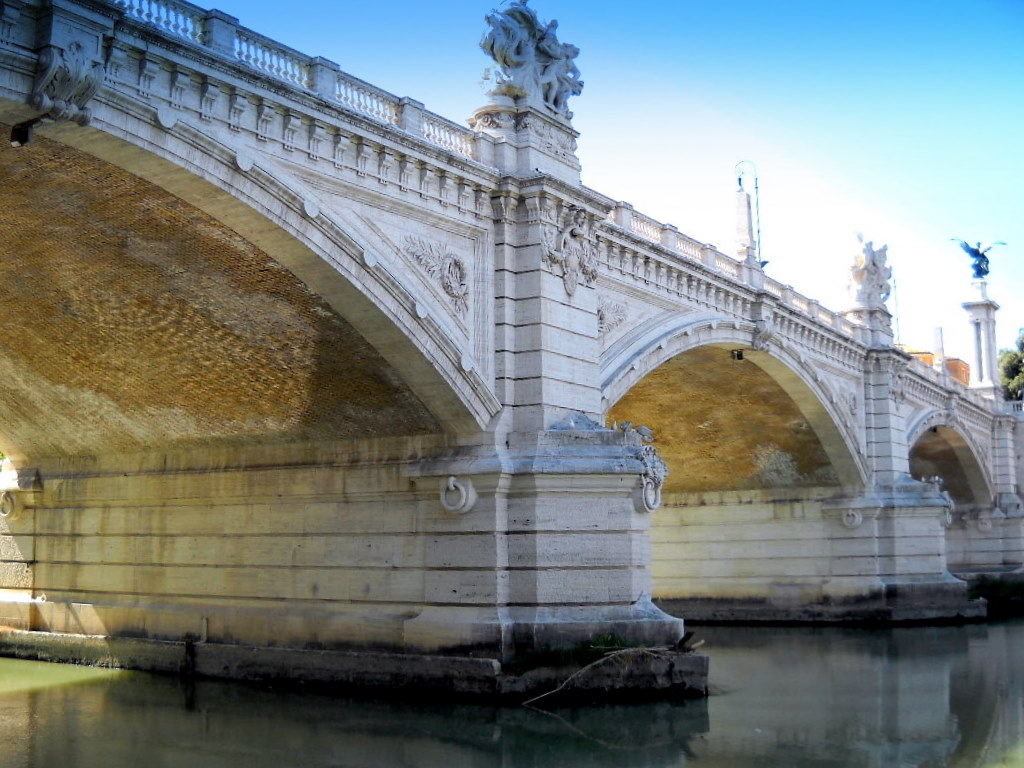
Вид снизу